# Triumf Packhama
Grusza 'Triumf Packhama'  – odmiana uprawna (kultywar) gruszy należąca do grupy grusz zachodnich. Odmiana australijska wyhodowana przez Ch.H.Packhama w 1896 roku. Mieszaniec odmian 'Uvedale St.Germain' i 'Komisówka'. W Europie uprawiana od wielu lat. W Polsce w 1990 wpisana do Rejestru Odmian opracowywanego przez Centralny Ośrodek Badania Odmian Roślin Uprawnych.

## Morfologia

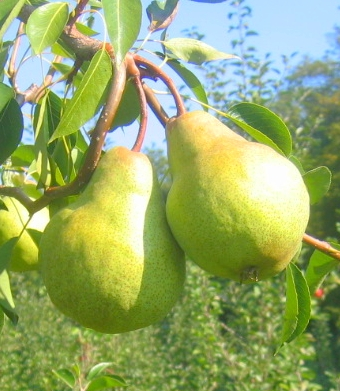
Owoce odmiany Triumf Packhama na drzewie

PokrójDrzewo rośnie średnio silnie. Tworzy koronę wysoką, kulistą lub stożkowatą z lekko zwisającymi gałęziami, łatwą do formowania. Pąki kwiatowe tworzy głównie na krótkopędach.
OwoceDuże, kształtu gruszkowatego, lekko wydłużone o nierównej i gruzełkowatej powierzchni. Skórka delikatna, zielonożółta, bez rumieńca z wyraźnymi przetchlinkami. Szypułka gruba i dość krótka, czasem wygięta. Zagłębienie szypułkowe lekko ordzawione. Zagłębienie kielichowe płytkie i pokarbowane. Miąższ jest drobnoziarnisty, kremowy, soczysty, aromatyczny, kwaskowato- słodki o wyraźnym korzennym posmaku.
KwiatyKremowo białe, zebrane w baldachogrona, rozwijają się centripetalnie (od zewnątrz kwiatostanu do jego środka).

## Zastosowanie
Znakomita odmiana deserowa i przerobowa, nadająca się zwłaszcza na kompoty. Odmiana zimowa polecana do uprawy towarowej i amatorskiej.

## Uprawa
Wcześnie wchodzi w okres owocowania, owocuje corocznie, obficie. Kwitnie dość wcześnie.

### Podkładka i stanowisko
Jako podkładki polecane są siewki gruszy kaukaskiej, przy szczepieniu na pigwie ze względu na słabą zgodność fizjologiczną zaleca się stosowanie pośredniej. Wymaga gleb żyznych i ciepłych.

### Zdrowotność
Odmiana niezbyt wytrzymała na mróz, wrażliwa na zarazę ogniową, średnio podatna na parcha gruszy. Wymaga starannej ochrony chemicznej.

### Zbiór i przechowywanie
Dojrzałość zbiorczą owoce osiągają pod koniec września lub na początku października. Do spożycia jest dobra na przełomie listopada i grudnia. Charakteryzuje się dużą zdolnością przechowalniczą, w zwykłej chłodni można ją przetrzymać nawet przez 6 miesięcy.